# Léo Errera

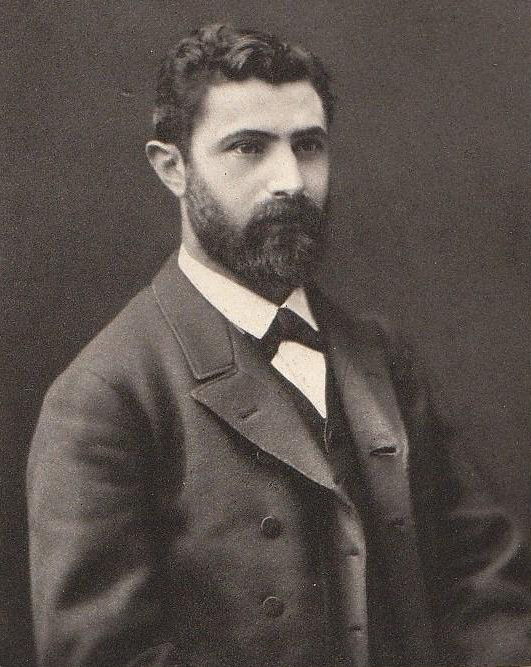

Léo Abraham Errera (* 4. September 1858 in Laeken; † 6. August 1905 in Brüssel) war ein belgischer Botaniker. Er wirkte an der Freien Universität Brüssel ab 1883 als außerordentlicher und ab 1890 als ordentlicher Professor für Botanik. Daneben engagierte er sich aktiv für jüdische Belange.

## Leben
Léo Errera wurde 1858 als Sohn des Bankiers und italienischen Generalkonsuls Jacques Errera und seiner Frau Marie Oppenheim geboren. Die Vorfahren der Familie waren italienische Sepharden aus Venedig. Jacques Errera (1834–1880), hatte sich im Zuge seiner Tätigkeit für die Kölner Bank „Sal. Oppenheim“ in Brüssel niedergelassen, wo er 1857 Marie Oppenheim heiratete und die Gründung der „Banque de Bruxelles“ initiierte. Léo Erreras jüngerer Bruder Paul wirkte als Professor für Verfassungs- und Verwaltungsrecht sowie als Rektor an der Freien Universität Brüssel. Sein Neffe Jacques wurde später ebenfalls Professor an der Freien Universität Brüssel und für seine Forschung im Bereich der Biochemie mit dem Francqui-Preis ausgezeichnet.
Errera nahm 1874 an der Universität Brüssel ein geisteswissenschaftliches Studium auf, wechselte dann aber in die Naturwissenschaften. Sein Studium führte ihn an die Universitäten in Straßburg, Bonn und Würzburg. 1879 wurde er im Fach Botanik promoviert und 1883 habilitiert. Im selben Jahr wurde er zum außerordentlichen und 1890 zum ordentlichen Professor für Botanik an der Freien Universität Brüssel ernannt. Errera setzte sich für die Schaffung von Laboratorien ein und gründete ein – zunächst bescheidenes – Labor für Botanik, das 1891 in die heutige Rue Botanique/Kruidtuinstraat umzog. Das Botanische Institut wurde nach seinem Tod zu seinen Ehren in Institut Botanique Léo Errera umbenannt. Ab 1898 gehörte Errera der belgischen Akademie der Wissenschaften an.
Der Schwerpunkt seiner Forschungstätigkeit lag im Bereich der Pflanzenphysiologie und der allgemeinen Biologie. Er befasste sich mit der Rolle von Glykogen als Reservekohlenhydrat von Pilzen, mit der Rolle der Alkaloide in Pflanzen und mit den für die Zellform verantwortlichen physikalischen Gesetzen. Ab 1902 veröffentlichte er den Recueil de l'Institut Botanique de Bruxelles.
Unter dem Pseudonym „Un vieux juif“ (dt.: „ein alter Jude“) publizierte er zudem Schriften gegen den Antisemitismus. 1893 erschien sein Buch über die Juden in Russland „Les juifs russes: Extermination ou émancipation?“ (dt. Titel: „Die russischen Juden: Vernichtung oder Befreiung?“ mit einem Vorwort von Theodor Mommsen). Er nahm an zahlreichen internationalen Konferenzen zu jüdischen Fragen teil und war der Alliance Israélite Universelle verbunden. Politisch engagierte er sich in der liberalen Partei.
Errera starb 1905 im Alter von 46 Jahren an einer zerebralen Embolie. Ihm zu Ehren ist der Errera-Kanal und das Kap Errera in der Antarktis benannt.

## Publikationen (Auswahl)
- Sur le glycogène chez les Basidiomycètes. F. Hayez, Brüssel 1886.
- Les Juifs russes: Extermination ou émancipation? Mit einem Vorwort von Theodor Mommsen. C. Muquardt, Brüssel 1893.
- Une leçon élémentaire sur le Darwinisme. Lamertin, Brüssel 1904.
- Recueil d'œuvres de Léo Errera. 4 Bde. H. Lamertin, Brüssel 1908–1910.